# 人生の並木路 (テレビドラマ)
『人生の並木路』（じんせいのなみきみち）は、1966年と1973年にTBS系列局で放送された昼ドラである。両バージョンともに、青年検事の兄とその妹にスポットを当てた内容となっている。

## 朝日放送版
1966年7月4日から同年11月25日まで放送。朝日放送が製作を担当。共進社油脂工業（現・牛乳石鹸共進社）の一社提供。放送時間は毎週月曜 - 金曜 13:00 - 13:15 （日本標準時）。
本作の最終回をもって、この時間帯に放送されていた牛乳石鹸提供のドラマシリーズは終了した。

### キャスト
- 日色ともゑ
- 宇南山宏
- 荒木一郎

## TBS版
1973年8月27日から同年10月26日まで『花王 愛の劇場』枠で放送。松竹とTBSの共同製作。

### キャスト
- 矢島明子：松本留美
- 矢島健作：川津祐介
- 芝野貞雄：塚本信夫
- 芝野秀雄：剣持伴紀
- 雅子：高野ひろみ
- 西立重吉：早川雄三
- 珠江：鹿山有紀
- 総務部長：宮川洋一
- 美沙：真木沙織
- きく子：大谷照代

### スタッフ
- ナレーター：細川俊之
- 原作：竹田敏彦『検事の妹』
- 脚本：西沢裕子
- 監督：大槻義一、中新井和夫
- 音楽：池田正義
- プロデューサー：藤川忠勝（松竹）
- 制作：松竹、TBS

### 主題歌
- 作詞：佐藤惣之助
- 作曲：古賀政男
- 歌：五木ひろし（ミノルフォンレコード）